# Reinhardtsdorf-Schöna
Reinhardtsdorf-Schöna es un municipio situado en el distrito de Suiza Sajona-Montes Metálicos Orientales, en el estado federado de Sajonia (Alemania), a una altitud de 280 metros. Su población a finales de 2016 era de unos 1300 habs. y su densidad poblacional, 42 hab/km².